# Yitzhak Coren
Yitzhak Coren sau Itzhak Koren (în ebraică יצחק קורן și în rusă Исаак Абрамович Корн); n. 11 martie 1911, Chișinău, Imperiul Rus – d. 22 iunie 1994, Tel Aviv, Israel) a fost un politician israelian originar din România, care a deținut funcția de deputat în Knesset-ul (Parlamentul) statului Israel.

## Biografie
Yitzhak Coren s-a născut la data de 11 martie 1911, în orașul Chișinău din gubernia Basarabia (pe atunci parte componentă a Rusiei), numindu-se la naștere Isaak Abramovici Korn. Tatăl său, Abraham Korn, era un mic meseriaș, iar mama sa se numea Sara Korn. După absolvirea Liceului "Alecu Donici" la Chișinău, a urmat cursurile Facultății de Drept din orașul Iași, profesând ulterior ca avocat în România. Vorbea foarte bine limba română.
În paralel cu activitatea profesională, Coren a activat în cadrul mișcării sioniste din România. Astfel, el a fost lider al Asociației Studenților Sioniști din România (1930), secretar al organizației "Tineretul Sionist" și membru al Prezidiului Federației Sioniste din Basarabia. A întemeiat Asociația “Bosilia” (1935) și a colaborat între anii 1938-1940, împreună cu Berl Milgrom, la editarea gazetelor de limbă idiș ale mișcării sioniste din Basarabia: "Țait Fragn" (Chișinău) și "Undzer Veg" (Drumul nostru, Chișinău).
După anexarea Basarabiei de către URSS în urma Pactului Ribbentrop-Molotov (26 iunie 1940), Yitzhak Coren a emigrat în Palestina (aflată pe atunci sub mandat britanic), împreună cu fratele său mai mic, Sunea. Părinții săi au murit în ghetoul evreiesc din Chișinău în timpul celui de-al doilea război mondial. Ajuns acolo, a lucrat ca director al Departamentului de Informare și Organizare al Centrului de Aprovizionare al Histadrut (1941-1943) și apoi ca secretar al Asociației Moshav-urilor - cooperative agricole (1944-1961).
În anul 1950, el și-a schimbat numele din Korn în cel de Coren. A fost unul dintre inițiatorii programului de colonizare a evreilor, program intitulat "Din lagărele de imigranți la sat” (1949). El a publicat o serie de lucrări științifice despre managementul cooperatist (menționăm studiul “Cooperativele din Israel”, 1952). De asemenea, a fost activ în cadrul Hagana.
Devenit membru al Partidului MAPAI, Coren a fost ales ca deputat în Knesset în trei legislaturi (1959-1961, 1961-1965 și 1969-1973). În această calitate, a fost membru al Comitetului Afacerilor Economice, al Comitetului de Finanțe și al Comitetului pentru Constituție, Legi și Justiție.
De asemenea, în perioada 30 mai 1962 - 26 iunie 1963, a îndeplinit funcția de ministru adjunct al finanțelor în guvernul condus de către David Ben Gurion. Ulterior, a îndeplinit și funcția de secretar general al Uniunii Mondiale a Sioniștilor Laburiști (1964-1979).
A avut un fiu pe nume Dani Koren (născut la 12 februarie 1945 la Tel Aviv), care a fost și el pentru o scurtă perioadă deputat în Knesset (2006). Începând din anul 1994 el este președintele Asociației “Casa Evreilor Basarabeni Yitzhak Coren” (Beit-Bessarabia), cu sediul în nordul orașului Tel Aviv, strada Bnei- Ephraim, 228 și președinte al Clubului de baschet “HaPoel” Tel Aviv. Având un doctorat obținut la London School of Economics, Dani Koren este autorul cărților Timpul schimbării: Guvernele de unitate națională din perioada 1984-1990 (1994)  Coalițiile: politica Israelului din cei 50 ani în 100 idei (împreună cu B. Shapira) (1997)  Sfârșitul partidelor: democrația israeliană în pericol (ed.) (1998)  Politica publică în Israel - Practici și perspective (ed.) (2002, 2005).
Yitzhak Coren a încetat din viață la data de 22 iunie 1994 în orașul Tel Aviv.

## Activitatea literară
Începând de la mijlocul anilor '40, el a scris mai multe cărți de eseuri, analizând critic istoria evreilor basarabeni în special în idiș, dar și în limbile ivrit și spaniolă. Printre cărțile scrise în ivrit menționăm - “Pogromul din Chișinău” (1947), “Evreii din Basarabia” (1949), “Evreii din Chișinău” (1950). De asemenea, a fost și editorul secțiunii referitoare la evreii basarabeni a Enciclopediei Diasporei evreiești în mai multe volume (vol. 11, Ierusalim, 1971). 
Yitzhak Coren a publicat mai multe cărți în limba ebraică, precum și numeroase articole în Daily Press. Printre cărțile publicate, menționăm următoarele:

### Lucrări publicate înlimba ivrit
- Pogromul din Chișinău (1947),
- Evreii din Basarabia (1949),
- Evreii din Chișinău (Tel Aviv, 1950)
- י ה ד ו ת ב י ס א ר א ב י ה: א נ צ י ק ל ו פ ּ ד י ה ש ל ג ל ו י ו ת (secțiunea Evreii basarabeni în "Enciclopedia diasporei evreiești", editată de K.A. Bertini, B.I. Mikhali și I. Korn, Ierusalim, 1971).

### Lucrări publicate înlimba idiș
- Chișinău. 200 ani de viață evreiască în capitala Basarabiei (1950),
- Sosirea exilaților: O istorie a coloniilor de imigranți din Israel (1964),
- Conflictul între generații: Mișcarea sionistă după întemeierea statului Israel (1970),
- Evrei la răscruce: Eseuri și articole (1979),
- Rosh Pina și Zichron Yaacov: 100 de ani de la așezarea evreilor români în Eretz Israel  (1980),
- Limba idiș în România (1989).

### Lucrări publicate înlimba spaniolă
- El congreso Judio Mundial: 40 años de lucha por los depechos del pueblo judio (Congresul Evreiesc Mondial: 40 ani de luptă pentru drepturile poporului evreu, Buenos-Aires, 1949),
- El pogrom de Kishinev (Pogromul din Chișinău, Congreso Judio Latinoamericano: Бuenos-Aires, 1950),
- La centralidad de Israel: una imprescindible necesidad nacional (Secretariado Mundial del Movimiendo Obrero: Теl Aviv,  1974(.

## Funcții publice în Israel
Yitzhak Coren a deținut următoarele funcții publice:
- deputat în Knesset din partea Partidului MAPAI (1959-1965) și a Partidului Muncii (1969-1973)
- ministru adjunct al finanțelor (30 mai 1962 - 26 iunie 1963)